# Parti des communistes de Hongrie
Ne doit pas être confondu avec Parti communiste hongrois, Parti des travailleurs hongrois ou Parti socialiste ouvrier hongrois.
Le Parti des communistes de Hongrie (hongrois : Kommunisták Magyarországi Pártja, prononcé [ˈkommuniʃtaːk ˈmɒɟɒɾoɾsaːgi ˈpaːɾcɒ], KMP) était un parti politique hongrois, fondé en 1918. Il fut au pouvoir sous le régime de la République des conseils de Hongrie (1919). Dissous pendant la Seconde Guerre mondiale, il se recrée sous la forme du Parti communiste hongrois en 1944.

## 1918
Le Parti des communistes de Hongrie est fondé immédiatement après la Première Guerre mondiale, par des militants politiques hongrois revenus de captivité en Russie et gagnés aux idées du nouveau régime de l'URSS. La Hongrie décrète au mois de novembre son indépendance, Mihály Károlyi prenant la présidence de la République démocratique hongroise. Les militants communistes, dont Béla Kun est la figure dominante, fondent au mois de novembre le Parti communiste, en fusionnant avec différents groupes comptant des dissidents du Parti social-démocrate de Hongrie et des anarcho-syndicalistes. Kun prend la direction effective du Parti. L'instabilité politique du régime républicain, l'état économique désastreux du pays, rend porteuse la propagande communiste. Les dirigeants du parti sont arrêtés pour tentative de subversion mais, en prison, ils sont contactés par les sociaux-démocrates qui leur proposent une alliance. 

## 1919
Le 21 mars 1919, au lendemain de la démission de Károlyi, communistes et sociaux-démocrates proclament un Conseil révolutionnaire de gouvernement, composé d'une trentaine de commissaires du peuple, donnant naissance au régime de la République des conseils de Hongrie. Le nouveau régime doit cependant faire face à une opposition intérieure, avec la création à Szeged d'un gouvernement rival contre-révolutionnaire, et des relations tendues avec la Triple-Entente. Une politique de terreur rouge est appliquée par les éléments radicaux du régime comme Tibor Szamuely, provoquant des tensions avec les sociaux-démocrates. Le conflit de la Hongrie communiste avec le Royaume de Roumanie entraîne la fin de la République des conseils, dont le gouvernement prend la fuite en août. Une politique de terreur blanche est mise en œuvre par les troupes hongroises contre-révolutionnaires, et les communistes n'ayant pas pu fuir sont soumis à des purges ou des massacres. 

## 1920-1940
Le Parti communiste est ensuite interdit par le Royaume de Hongrie restauré, mais conserve une existence en exil en tant que membre du Komintern, dont Béla Kun demeure longtemps un membre éminent. Durant l'entre-deux-guerres, les communistes tentent d'exister en Hongrie par le biais du Parti des travailleurs socialistes de Hongrie, mais ce mouvement-paravent est rapidement interdit par le régime de Miklós Horthy. Touché durement par la répression en Hongrie, le Parti communiste cesse pratiquement d'exister vers 1936. Les Grandes Purges de Joseph Staline déciment en partie les exilés politiques hongrois en URSS, Béla Kun étant lui-même exécuté en 1938. Bien que des centaines de militants aient été arrêtés en Hongrie, le régime de Horthy est moins meurtrier pour les communistes hongrois que le goulag de Staline. En 1940, Mátyás Rákosi est libéré après 16 ans d'emprisonnement et transféré en URSS.

## 1940-1944
En Hongrie, János Kádár est durant la Seconde Guerre mondiale le chef du Parti communiste clandestin réduit à une poignée de membres, dirigeant à partir de 1943 le Parti de la paix, qui fait office de paravent. À la fin 1944, le Parti des communistes de Hongrie réapparait sous le nom de Parti communiste hongrois alors que le régime de Horthy s'effondre.